# Italo Montemezzi
Italo Montemezzi, född 4 augusti 1875, död 15 maj 1952, var en italiensk kompositör. Han är mest känd för sin opera L'amore dei tre re, en gång del av standardrepertoaren. Den spelas sällan numera.

## Biografi
Montemezzi föddes i Vigasio, nära Verona. Han studerade på Milanos musikkonservatorium för Michele Saladino (1835-1912) och Vincenzo Ferroni (1858-1934). Under ledning av Ferroni tog han 1900 sin examen i komposition med utmärkt betyg och komponerade som slutprov om texten till Höga visan som en kantat för sopran, mezzosopran, kör och orkester, vilken sedan framfördes under ledning av Arturo Toscanini. Under ett år var han själv lärare i harmonilära. Formad av verismens nedgång och en entusiasm för Wagners musik fick han sin första framgång med Giovanni Gallurese, uruppförd i Turin 1905. 1909 komponerade han treaktsoperan L'Hellera till ett libretto av Luigi Illica, uppsatt på Teatro Regio i Turin och dirigerad av Tullio Serafin och med Edoardo Garbin i huvudrollen.
Hans opera L’amore dei tre re, skriven 1913, satte igång hans karriär och tillät honom att ägna sig åt komponerandet. Verket vittnar om inflytandet från Wagner, mer specifikt Tristan och Isolde både i musik och i tema. Operan dirigerades av Toscanini på Metropolitan Opera House i januari 1914, för att sedan sättas upp i Boston, London och Paris.
Operan La nave, efter Gabriele D'Annunzios pjäs, hade premiär i Milano 1918. 1919 besökte han USA där han dirigerade den amerikanska premiären av La nave på Chicago Opera Association den 18 november. Han bodde i Kalifornien från 1939 och högtidlighöll Italiens nederlag i andra världskriget med Italia mia (1944), men gjorde senare flera resor till Italien. Montemezzi hade alltid mycket stora framgångar i USA, medan Italien och Europa bara sparsamt belönade honom med framgång. Hans sista verk, operan L'Incantesimo, skrevs 1943 och sändes i radio i New York den 9 oktober samma år med NBC Symphony Orchestra under ledning av kompositören och 9 augusti 1952 ägde den första föreställningen rum på Arena di Verona. 1949 återvände Montemezzi permanent till Italien och dog i Vigasio tre år senare.
Bland andra verk återfinns den symfoniska dikten Paolo e Virginia (efter Paul et Virginie) och kantaten Höga visan.
Som kompositör beundrades Montemezzi för att kombinera traditionell italiensk lyrik med ett Wagnerianskt närmande i sättet att använda sig av orkestern i operan, med instrumentbesättning påverkad av Debussys verk.
Symfoniorkestern i provinsen Verona och auditoriet i Dall'Abaco-konservatoriet i Verona är uppkallade efter honom.

## Operaor
- Bianca 1901 (aldrig framförd)
- Giovanni Gallurese (Turin, 1905)
- L'Hellera (Turin, 1909)
- San Pantaleone (Milano, 1910)
- L'amore dei tre re (Milano, 1913; New York, 1914)
- La nave (Milano, 1918) Piano score at Sibley Music Library
- La notte di Zoraima 1931 reviewed in Time magazine
- L'incantesimo 1943
- La Principessa Lontana (ofullbordad)